# ماتیو کوما
ماتیو کوما (انگلیسی: Matthew Koma؛ زادهٔ ۲ ژوئن ۱۹۸۷ ‏(۳۷ سال)) یک موسیقی‌دان اهل ایالات متحده آمریکا است.